# ヴェーンギー
ヴェンギ (Vengi) は、インド、東チャールキヤ朝の首都がおかれた場所である。ヴェーンギーとも呼ばれる。
ゴーダヴァリー川、クリシュナ川の下流域の肥沃な穀倉地帯に位置し、近隣には多くの港が作られていて海外との交易の利潤がもたらされる場所であった。
地理的に、タミル地方以南の王朝にとっては北方への通路、西部デカンの王朝にとっては東海岸へ進出し、さらに南下する拠点となる要衝であった。このため8世紀中葉からは、ラーシュトラクータ朝、10世紀末からは西部デカンの後期チャールキヤ朝（カルヤーニのチャールキヤ朝）とチョーラ朝との係争地帯になった。